# Perodua Kelisa
De Perodua Kelisa is een wagen van het Maleisische automerk Perodua. De wagen was een onofficiële opvolger van de Perodua Kancil hoewel deze beide op de markt bleven tot 2007. In dit jaar werden ze beide vervangen door de Perodua Viva. De wagen is gebaseerd op de vijfde generatie van de Daihatsu Mira. Sinds 2002 was de wagen verkrijgbaar in het Verenigd Koninkrijk vanaf £5.000. 
In het tweede seizoen van Top Gear was James May onder de indruk van de Kelisa, en vergeleek deze zelfs met de originele Mini. Jeremy Clarkson daarentegen verachtte de wagen en blies er een op voor de dvd "Heaven and Hell".